# ŽNK Trnje Trnovec Bartolovečki
ŽNK Trnje, ženski je nogometni klub iz Trnovca Bartolovečkoga.

## Povijest
Ženski nogometni klub Trnje oformljen je u travnju 2009. godine.